# Лелеченя (мультфільм)
«Лелеченя» — анімаційний фільм Творчого об'єднання художньої мультиплікації студії Київнаукфільм. Мультфільм озвучено російською мовою. З невідомих причин фільм втрачений. Однак, збереглася книга, що була випущена згодом за мотивами мультфільму. У книги той самий художник і та сама авторка тексту, але вказані і інші люди, що працювали над стрічкою.
Скорочена версія, реставрована на основі ілюстрацій до однойменної книги, вийшла на ютюб-каналі Єнот Animation 15 червня 2025 року.

## Сюжет
Родина лелек виховує лелеченя. Воно не хоче вчитись літати — чи то через страх, чи то через лінощі. Одного разу лелеченя випало з гнізда, і вже не може залізти назад. Спершу воно намагається призвичаїтися жити на землі. Для наслідування лелеченя обирає різних тварин (метелика, жабу), рослин (сонях) і предмети (колодязь-журавель, вітряк), але помічає будівельний кран. Кран дає пораду повертатися додому, до батьків. Лелеченя набирається сміливості та летить до рідного гнізда.

## Творці
- Режисер: Ірина Гурвіч
- Сценарист: Людмила Зубкова
- Художник-постановник: Микола Чурилов
- Аніматори: Юрій Скирда, Володимир Дахно, Адольф Педан, Оксана Ткаченко, Н. А. Чернова
- Оператор: Анатолій Гаврилов
- Композитор: Борис Буєвський
- Звукорежисер: Р. Пекар

## Реставрація
На основі книги був створений переклад, а кадри стрічки анімовані завдяки штучному інтелекту.
Для звукового оформлення взяті мелодії того самого композитора — Бориса Буєвського, але з інших стрічок — «Про порося, яке вміло грати у шашки», «Квітка папороті».
Закадровий текст в реставрації читає Атем Порубов.